# Благовещенская духовная семинария

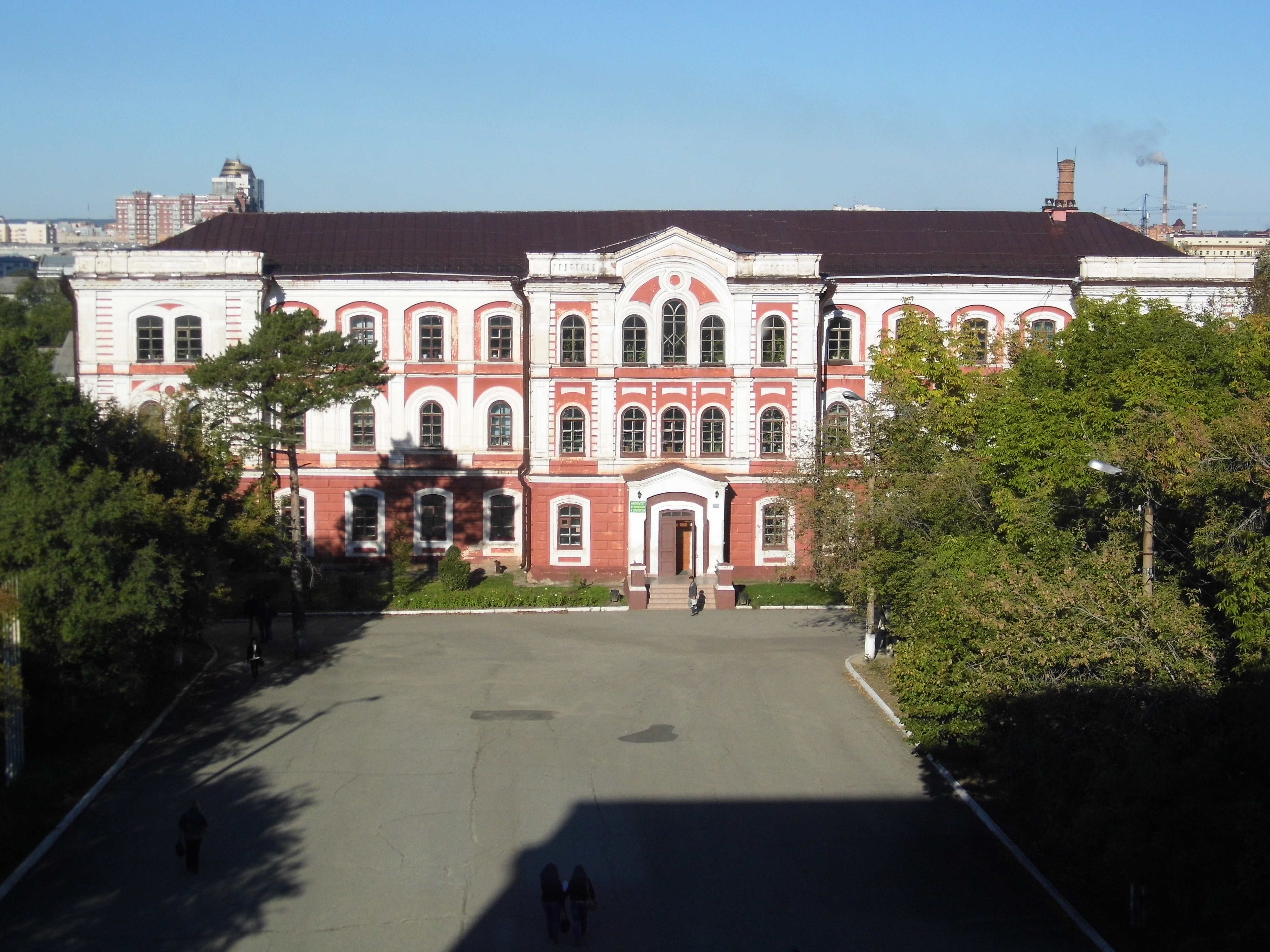
Бывшее здание Благовещенской духовной семинарии

Благове́щенская духо́вная семина́рия — учебное заведение Благовещенской епархии Русской православной церкви для подготовки церковно- и священнослужителей. Существовала в 1870—1918 годы.

## История
После пожара, 3 октября 1870 года Якутская духовная семинария и училище (вместе с воспитанниками) были переведены, стараниями епископа Вениамина (Благонравова), в Благовещенск, где была организована духовная семинария совместно с училищем. Сначала семинария располагалась в большом деревянном здании, построенном на средства благотворителей.
Благодаря стараниям первого ректора архимандрита Иакова (Домского) удалось привлечь новых образованных преподавателей, изменив в лучшую сторону учебный процесс в семинарии. Заботясь об улучшении семинарского хозяйства, архимандрит Иаков привлекал благотворителей, благодаря которым удалось отремонтировать семинарский дом, построить большое деревянное здание со столовой и приобрести дом для эконома семинарии. 6 июля 1882 года было заложено каменное трёхэтажное здание, освящённое 6 октября 1885 года. Благовещенской духовной семинарии много помогал нерчинский купец М. Д. Бутин и другие благотворители, перечислявшие деньги и жертвовавшие книги для семинарской библиотеки.
По воспоминаниям митрополита Евлогия (Георгиевского) в начале XX века «духовные семинарии не давали достаточного числа кандидатов-священников. Во многих епархиях отмечался их недостаток, многие семинаристы, особенно в Сибири, не хотели принимать священнического сана. Благовещенская семинария за 10 лет не выпустила ни одного священника; религиозный энтузиазм в семинарии потух, молодёжь устремлялась на гражданскую службу, на прииски, в промышленные предприятия».
Семинария была закрыта в 1918 году.

## Известные люди семинарии

### Ректоры
- Иаков (Домский) (1870—1879)
- Гурий (Буртасовский) (декабрь 1880 — июнь 1885) до 8 февраля 1885 года — и. о.
- Георгий (Орлов) (25 июня 1885—1893)
- Антонин (Грановский) (1898—1899)
- Никон (Бессонов) (1899—1901)
- Дионисий (Прозоровский) (1901—1904)
- Амвросий (Смирнов) (1904—1906)
- Василий Антонинов (1906—1908)
- Александр Миролюбов (1910-е)

### Преподаватели
- Тронин, Василий Аркадьевич — преподаватель по истории и обличению раскола (1903—1904)